# Elena Sadiku
Elena Sadiku (* 6. November 1993) ist eine kosovo-albanisch-schwedische Fußballspielerin, die seit der Saison 2014 beim schwedischen Erstligisten Eskilstuna United unter Vertrag steht.

## Karriere

### Verein
Sadiku begann ihre Karriere im Jahr 2010 beim LdB FC Malmö, mit dem sie zwei Meisterschaften feiern konnte. 2012 wechselte sie zum Ligakonkurrenten Kristianstads DFF, wo sie in zwei Saisons zu 28 Einsätzen kam. Seit der Saison 2014 steht Sadiku im Aufgebot des Erstligaaufsteigers Eskilstuna United.

### Nationalmannschaft
Sadiku absolvierte im Jahr 2011 drei Spiele für die schwedische U-19-Nationalmannschaft in der Qualifikation zur U-19-Fußball-Europameisterschaft der Frauen 2012, in denen ihr ein Tor gelang.

## Erfolge
- 2010, 2011: Schwedische Meisterschaft (LdB FC Malmö)